# Formica (kunststof)

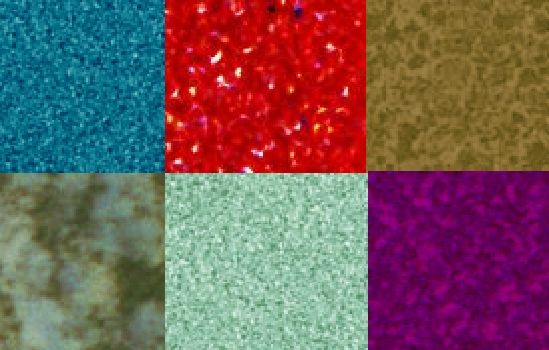
Voorbeelden van Formica platen

Formica is een merknaam voor een vezelversterkte kunststof van het gelijknamig bedrijf. Het is een laminaat van plantaardig vezel (linnen of papier) doek gedrenkt in een thermohardende hars op melaminebasis.
Oorspronkelijk is het materiaal Formica uitgevonden in 1912 door de Westinghouse Electric Corporation als elektrische isolator, en als een vervanger voor het materiaal mica ontwikkeld. Bij de naamgeving is gekozen voor for mica, om aan te geven dat het een vervanger voor mica was. Tegenwoordig wordt het vooral gebruikt als deklaag voor meubels.